# Composition des équipes au Championnat du monde masculin de handball 2011
Cet article liste les compositions des équipes qualifiées au Championnat du monde masculin de handball 2011 organisé en Suède du 13 au 30 janvier 2011.
L'âge, le club, le nombre de sélections et le nombre de buts sont en date du 13 janvier 2011.

## Groupe A

### France
Parmi les absents, trois joueurs ont dû déclarer forfait : Daniel Narcisse en convalescence d'une rupture des ligaments croisés contractée en août 2010, Guillaume Gille après une lésion du muscle long fibulaire contractée fin décembre et Sébastien Ostertag une blessure au mollet droit contractée lors des matchs de préparation. Quant à Michaël Guigou, une légère blessure a incité le staff à prendre deux autres ailiers gauches pour l'accompagner, Samuel Honrubia et Arnaud Bingo.
Enfin, le gardien Cyril Dumoulin, le pivot Grégoire Detrez et l'ailier Cédric Paty ont pris part à la préparation mais n'ont pas été retenus dans la sélection finale. Ces 3 joueurs font néanmoins partie de la liste des 28 joueurs annoncée en janvier dans laquelle le staff peut choisir à tout moment de la compétition en remplacement d'un joueur blessé (2 changements maximum). 
Ainsi, lors du 3e match face au Bahreïn, Sébastien Bosquet s'est fait une grosse entorse à la cheville gauche et alors remplacé par Franck Junillon.

## Groupe C

### Croatie
| Poste                      | N° | Joueur            |
| -------------------------- | -- | ----------------- |
| G                          | 1  | Marin Šego        |
| G                          | 25 | Mirko Alilović    |
| DC                         | 4  | Ivano Balić       |
| DC                         | 5  | Domagoj Duvnjak   |
| ARG                        | 6  | Blaženko Lacković |
| ARD                        | 7  | Vedran Zrnić      |
| ARD                        | 8  | Marko Kopljar     |
| P                          | 9  | Igor Vori         |
| ARG                        | 10 | Jakov Gojun       |
| ALD                        | 11 | Jerko Matulić     |
| ARG                        | 14 | Drago Vuković     |
| ARD                        | 21 | Denis Buntić      |
| ARG                        | 24 | Tonči Valčić      |
| ALG                        | 26 | Manuel Štrlek     |
| P                          | 28 | Željko Musa       |
| ALG                        | 29 | Ivan Ninčević     |
| Entraîneur : Slavko Goluža |    |                   |

### Danemark
| Poste                     | N° | Joueur                 |
| ------------------------- | -- | ---------------------- |
| G                         | 1  | Niklas Landin Jacobsen |
| G                         | 12 | Sørenn Rasmussen       |
| ARD                       | 3  | Mads Christiansen      |
| ARG                       | 4  | Lasse Boesen           |
| P                         | 6  | Jacob Bagersted        |
| DC                        | 8  | Rasmus Lauge Schmidt   |
| ALG                       | 9  | Lars Christiansen      |
| ALG                       | 11 | Anders Eggert          |
| DC                        | 13 | Bo Spellerberg         |
| P                         | 15 | Jesper Nøddesbo        |
| ALD                       | 17 | Lasse Svan Hansen      |
| ALD                       | 18 | Hans Lindberg          |
| P                         | 19 | René Toft Hansen       |
| ARD                       | 22 | Kasper Søndergaard     |
| ARG                       | 24 | Mikkel Hansen          |
| ARD                       | 26 | Kasper Nielsen         |
| Entraîneur : Ulrik Wilbek |    |                        |

### Roumanie
| Poste                      | N° | Joueur                  |
| -------------------------- | -- | ----------------------- |
| G                          | 1  | Ionuț Ciobanu           |
| G                          | 16 | Mihai Popescu           |
|                            | 8  | Iulian Stamate          |
| ARG                        | 11 | Alexandru Șimicu        |
|                            | 14 | Laurențiu Toma          |
| ALD                        | 15 | Valentin Ghionea        |
|                            | 17 | Ionut Stefan Georgescu  |
|                            | 20 | Rareș Jurcă             |
|                            | 23 | Aurel Gabriel Florea    |
|                            | 24 | Marius Ioan Novanc      |
|                            | 25 | Alexandru Sabou         |
|                            | 26 | Alexandru Stamate       |
| ARG                        | 28 | Alexandru Csepreghi     |
|                            | 33 | Daniel Cristian Muresan |
|                            | 34 | Cristian Stelian Fenici |
|                            | 85 | Dan Andrei Savenco      |
| Entraîneur : Vasile Stîngă |    |                         |

### Serbie
| Poste                        | N° | Joueur              |
| ---------------------------- | -- | ------------------- |
| G                            | 12 | Darko Stanić        |
| G                            | 16 | Dimitrije Pejanovic |
| ALD                          | 3  | Nemanja Pribak      |
| ARC                          | 5  | Žarko Šešum         |
| ARD                          | 6  | Marko Vujin         |
| ALG                          | 7  | Ivan Nikčević       |
| ALD                          | 9  | Danimir Curkovic    |
| P                            | 11 | Alem Toskić         |
| ARG                          | 13 | Momir Ilić          |
| ALG                          | 15 | Dobrivoje Marković  |
| ALD                          | 17 | Rajko Prodanović    |
| P                            | 18 | Rastko Stojković    |
| ARG                          | 20 | Momir Rnić          |
| P                            | 22 | Uros Vilovski       |
| ARG                          | 23 | Nenad Vučković      |
| ARD                          | 26 | Ivan Stanković      |
| Entraîneur : Veselin Vuković |    |                     |

## Statistiques

### Nationalité des sélectionneurs par pays
Les sélectionneurs en gras représentent leurs propres pays
| Nb | Pays         | Sélectionneurs                                                      |
| -- | ------------ | ------------------------------------------------------------------- |
| 3  | Suède        | Magnus Andersson (Autriche), Robert Hedin (Norvège), Staffan Olsson |
| 2  | France       | Claude Onesta, Alain Portes (Tunisie)                               |
| 2  | Allemagne    | Heiner Brand, Jörn-Uwe Lommel (Égypte)                              |
| 2  | Espagne      | Javier Costa (Brésil), Valero Rivera                                |
| 1  | Algérie      | Salah Bouchekriou                                                   |
| 1  | Argentine    | Eduardo Gallardo                                                    |
| 1  | Australie    | Taip Ramadani                                                       |
| 1  | Bahreïn      | Bader Mirza                                                         |
| 1  | Chili        | Fernando Capurro                                                    |
| 1  | Corée du Sud | Cho Young-shin                                                      |
| 1  | Croatie      | Slavko Goluža                                                       |
| 1  | Danemark     | Ulrik Wilbek                                                        |
| 1  | Hongrie      | Lajos Mocsai                                                        |
| 1  | Islande      | Guðmundur Guðmundsson                                               |
| 1  | Japon        | Kiyoharu Sakamaki                                                   |
| 1  | Pologne      | Bogdan Wenta                                                        |
| 1  | Roumanie     | Vasile Stîngă                                                       |
| 1  | Serbie       | Veselin Vuković                                                     |
| 1  | Slovaquie    | Zoltán Heister                                                      |